# Szocialisták és Demokraták Progresszív Szövetsége
A Szocialisták és Demokraták Progresszív Szövetsége (angolul: Progressive Alliance of Socialists and Democrats [S&D]) az Európai Szocialisták Pártjának (PES) képviselőcsoportja az Európai Parlamentben. A csoport – különböző elnevezések alatt – az Európai Parlament kezdeti évei (1953) óta létezik, így az Európai Néppárt mellett a második legrégebbi képviselőcsoport. Jelenlegi nevét 2009. június 23-án vette fel. Az 1999-es választásokig a parlament legnagyobb tömörülése volt, jelenleg a második legnagyobb tömörülés.
Az európai uniós tagállamok balközép irányultságú, valamint hasonló baloldali pártjainak szövetsége és frakciója. Többnyire szociáldemokrata pártokból áll, mely szorosan kapcsolódik a Progresszív Szövetséghez és a Szocialista Internacionáléhoz.

## Története
A Szocialisták Csoportját 1953. június 23-án alapították és egyike volt az Európa Parlament első három képviselőcsoportjának. Az Európai Szén- és Acélközösség közgyűlésében hozták létre, ami az Európai Parlament elődje volt.
1979 és 1999 között valamennyi európai parlamenti választáson a legnagyobb frakcióval rendelkezett. 1993-ban az Európai Szocialisták Pártjának Képviselőcsoportja lett az elnevezése. – 22 June 2009)
 2004. július 20-án ismét megváltoztatták a nevüket, ezúttal a Szocialista Képviselőcsoport az Európai Parlamentben lett a hivatalos elnevezés.
A Szocialisták és Demokraták Progresszív Szövetsége 2009. június 23-án alakult azzal a céllal, hogy összefogja az Európai Szocialisták Pártja (PES) tagpártjait és más olyan entitásokat, amelyek nem kapcsolódnak egyetlen európai párthoz sem, de továbbra is progresszív ihletésűek. A csoport nevének eredetileg Szocialisták és Demokraták Szövetsége Európáért (ASDE - Alliance of Socialists and Democrats for Europe) lett volna, ezt a hipotézist később elvetették, mivel túlságosan hasonlított az ALDE-re (Alliance of Liberals and Democrats for Europe).
Az Európai Néppárt után a második legnagyobb képviselőcsoport. 

## Elnökök
| Elnök                | Elnök | Hivatalba lépés | Hivatal vége  | Ország             | Párt                                           |
| -------------------- | ----- | --------------- | ------------- | ------------------ | ---------------------------------------------- |
| Guy Mollet           |       | 1953            | 1956          | Franciaország      | Dolgozók Internacionáléjának Francia Szekciója |
| Hendrik Fayat        |       | 1956            | 1958          | Belgium            | Belga Szocialista Párt                         |
| Pierre-Olivier Lapie |       | 1958            | 1959          | Franciaország      | Dolgozók Internacionáléjának Francia Szekciója |
| Willi Birkelbach     |       | 1959            | 1964          | NSZK               | Németország Szociáldemokrata Pártja            |
| Käte Strobel         |       | 1964            | 1967          | NSZK               | Németország Szociáldemokrata Pártja            |
| Francis Vals         |       | 1967            | 1974          | Franciaország      | Dolgozók Internacionáléjának Francia Szekciója |
| Georges Spénale      |       | 1974            | 1975          | Franciaország      | Szocialista Párt                               |
| Ludwig Fellermaier   |       | 1975            | 1979          | NSZK               | Németország Szociáldemokrata Pártja            |
| Ernest Glinne        |       | 1979            | 1984          | Belgium            | Szocialista Párt                               |
| Rudi Arndt           |       | 1984            | 1989          | NSZK               | Németország Szociáldemokrata Pártja            |
| Jean-Pierre Cot      |       | 1989            | 1994          | Franciaország      | Szocialista Párt                               |
| Pauline Green        |       | 1994            | 1999          | Egyesült Királyság | Munkáspárt                                     |
| Enrique Barón Crespo |       | 1999            | 2004          | Spanyolország      | Spanyol Szocialista Munkáspárt                 |
| Martin Schulz        |       | 2004            | 2012          | Németország        | Németország Szociáldemokrata Pártja            |
| Hannes Swoboda       |       | 2012            | 2014          | Ausztria           | Ausztria Szociáldemokrata Pártja               |
| Martin Schulz        |       | 2014 (május)    | 2014 (június) | Németország        | Németország Szociáldemokrata Pártja            |
| Gianni Pittella      |       | 2014            | 2018          | Olaszország        | Demokrata Párt                                 |
| Udo Bullmann         |       | 2018 (március)  | 2019          | Németország        | Németország Szociáldemokrata Pártja            |
| Iratxe García        |       | 2019            |               | Spanyolország      | Spanyol Szocialista Munkáspárt                 |

## Tagok

### 10. Európai Parlament (2024–2029)

A Szocialisták és Demokraták Szövetségének 26 tagállamból vannak képviselői. A vörös a több EP-képviselőt küldő tagállamokat, a rózsaszín pedig az egyetlen EP-képviselőt küldő tagállamokat jelöli. Írország az egyetlen tagállam, melynek nincs képviselője.

| Ország        | Párt                                     | Európai Párt | Képviselők száma |
| ------------- | ---------------------------------------- | ------------ | ---------------- |
| Ausztria      | Ausztria Szociáldemokrata Pártja         | PES          | 5 / 19           |
| Belgium       | Szocialista Párt                         | PES          | 2 / 21           |
| Belgium       | Tovább (Vooruit)                         | PES          | 2 / 21           |
| Bulgária      | Bolgár Szocialista Párt                  | PES          | 2 / 17           |
| Ciprus        | Demokrata Párt                           | Nincs        | 1 / 6            |
| Dánia         | Szociáldemokraták                        | PES          | 3 / 14           |
| Észtország    | Szociáldemokrata Párt                    | PES          | 2 / 7            |
| Finnország    | Finn Szociáldemokrata Párt               | PES          | 2 / 14           |
| Franciaország | Szocialista Párt                         | PES          | 10 / 79          |
| Franciaország | Place Publique                           | Nincs        | 3 / 79           |
| Görögország   | Mozgalom a Változásért                   | PES          | 3 / 21           |
| Hollandia     | Munkáspárt                               | PES          | 4 / 29           |
| Horvátország  | Horvát Szociáldemokrata Párt             | PES          | 4 / 12           |
| Írország      | Munkáspárt                               | PES          | 1 / 14           |
| Lengyelország | Új Baloldal                              | PES          | 3 / 52           |
| Lettország    | Harmónia Szociáldemokrata Párt           | PES          | 1 / 8            |
| Litvánia      | Litván Szociáldemokrata Párt             | PES          | 2 / 11           |
| Luxemburg     | Luxemburgi Szocialista Munkáspárt        | PES          | 1 / 6            |
| Magyarország  | DK–MSZP–Párbeszéd Szövetség              | PES          | 2 / 21           |
| Málta         | Munkáspárt                               | PES          | 3 / 6            |
| Németország   | Németország Szociáldemokrata Pártja      | PES          | 14 / 96          |
| Olaszország   | Demokrata Párt                           | PES          | 21 / 76          |
| Portugália    | Szocialista Párt                         | PES          | 8 / 21           |
| Románia       | Szociáldemokrata Párt                    | PES          | 11 / 33          |
| Spanyolország | Spanyol Szocialista Munkáspárt           | PES          | 20 / 59          |
| Svédország    | Svédország Szociáldemokrata Munkáspártja | PES          | 5 / 21           |
| Szlovénia     | Szociáldemokraták                        | PES          | 1 / 8            |
| Európai Unió  | Összesen                                 | Összesen     | 136 / 720        |

### 9. Európai Parlament (2019–2024)
| Ország             | Párt                                                | Európai Párt        | Képviselők száma |
| ------------------ | --------------------------------------------------- | ------------------- | ---------------- |
| Ausztria           | Ausztria Szociáldemokrata Pártja                    | PES                 | 5 / 18           |
| Belgium            | Szocialista Párt                                    | PES                 | 2 / 21           |
| Belgium            | Tovább (Vooruit)                                    | PES                 | 1 / 21           |
| Bulgária           | Bolgár Szocialista Párt                             | PES                 | 5 / 17           |
| Ciprus             | EDEK Szocialista Párt                               | PES                 | 1 / 6            |
| Ciprus             | Demokrata Párt                                      | Nincs               | 1 / 6            |
| Dánia              | Szociáldemokraták                                   | PES                 | 3 / 13           |
| Egyesült Királyság | Brit Munkáspárt                                     | PES                 | 10 / 73          |
| Észtország         | Szociáldemokrata Párt                               | PES                 | 2 / 6            |
| Finnország         | Finn Szociáldemokrata Párt                          | PES                 | 2 / 13           |
| Franciaország      | Szocialista Párt-Place Publique-Új Irányvonal       | PES                 | 5 / 74           |
| Görögország        | Mozgalom a Változásért                              | PES                 | 2 / 21           |
| Hollandia          | Munkáspárt                                          | PES                 | 6 / 26           |
| Horvátország       | Horvát Szociáldemokrata Párt                        | PES                 | 3 / 11           |
| Lengyelország      | Európai Koalíció – Demokratikus Baloldali Szövetség | PES                 | 5 / 51           |
| Lengyelország      | Tavasz (Wiosna)                                     | Nincs               | 3 / 51           |
| Lettország         | Harmónia Szociáldemokrata Párt                      | PES                 | 2 / 8            |
| Litvánia           | Litván Szociáldemokrata Párt                        | PES                 | 2 / 11           |
| Luxemburg          | Luxemburgi Szocialista Munkáspárt                   | PES                 | 1 / 6            |
| Magyarország       | Demokratikus Koalíció                               | PES                 | 4 / 21           |
| Magyarország       | Magyar Szocialista Párt                             | PES                 | 1 / 21           |
| Málta              | Munkáspárt                                          | PES                 | 4 / 6            |
| Németország        | Németország Szociáldemokrata Pártja                 | PES                 | 16 / 96          |
| Olaszország        | Demokrata Párt                                      | PES                 | 19 / 73          |
| Portugália         | Szocialista Párt                                    | PES                 | 9 / 21           |
| Románia            | Szociáldemokrata Párt                               | PES                 | 8 / 32           |
| Románia            | PRO Románia                                         | PES (megfigyelő)    | 2 / 32           |
| Spanyolország      | Spanyol Szocialista Munkáspárt                      | PES                 | 20 / 54          |
| Svédország         | Svédország Szociáldemokrata Munkáspártja            | PES                 | 5 / 20           |
| Szlovákia          | Irány – Szociáldemokrácia                           | PES (felfüggesztve) | 3 / 13           |
| Szlovénia          | Szociáldemokraták                                   | PES                 | 2 / 8            |
| Európai Unió       | Összesen                                            | Összesen            | 154 / 751        |

### 8. Európai Parlament (2014–2019)
| Ország             | Párt                                                          | Európai Párt | Képviselők száma |
| ------------------ | ------------------------------------------------------------- | ------------ | ---------------- |
| Ausztria           | Ausztria Szociáldemokrata Pártja                              | PES          | 5 / 18           |
| Belgium            | Szocialista Párt                                              | PES          | 3 / 21           |
| Belgium            | Tovább (Vooruit)                                              | PES          | 1 / 21           |
| Bulgária           | Bolgár Szocialista Párt – Koalíció Bulgáriáért                | PES          | 4 / 17           |
| Ciprus             | EDEK Szocialista Párt                                         | PES          | 1 / 6            |
| Ciprus             | Demokrata Párt                                                | Nincs        | 1 / 6            |
| Csehország         | Cseh Szociáldemokrata Párt                                    | PES          | 4 / 21           |
| Dánia              | Szociáldemokraták                                             | PES          | 3 / 13           |
| Egyesült Királyság | Brit Munkáspárt                                               | PES          | 10 / 73          |
| Észtország         | Szociáldemokrata Párt                                         | PES          | 1 / 6            |
| Finnország         | Finn Szociáldemokrata Párt                                    | PES          | 2 / 13           |
| Franciaország      | Szocialista Párt + Baloldali Radikális Párt                   | PES          | 13 / 74          |
| Görögország        | Mozgalom a Változásért                                        | PES          | 2 / 21           |
| Hollandia          | Munkáspárt                                                    | PES          | 3 / 26           |
| Horvátország       | Horvát Szociáldemokrata Párt                                  | PES          | 2 / 11           |
| Lengyelország      | Demokratikus Baloldali Szövetség – Munkás Szövetség           | PES          | 5 / 51           |
| Lettország         | Harmónia Szociáldemokrata Párt                                | PES          | 1 / 8            |
| Litvánia           | Litván Szociáldemokrata Párt                                  | PES          | 2 / 11           |
| Luxemburg          | Luxemburgi Szocialista Munkáspárt                             | PES          | 1 / 6            |
| Magyarország       | Magyar Szocialista Párt                                       | PES          | 2 / 21           |
| Málta              | Munkáspárt                                                    | PES          | 3 / 6            |
| Németország        | Németország Szociáldemokrata Pártja                           | PES          | 27 / 96          |
| Olaszország        | Demokrata Párt                                                | PES          | 31 / 73          |
| Portugália         | Szocialista Párt                                              | PES          | 8 / 21           |
| Románia            | Szociáldemokrata Párt + Konzervatív Párt + UNPR               | PES          | 15 / 32          |
| Spanyolország      | Spanyol Szocialista Munkáspárt + Katalónia Szocialista Pártja | PES          | 14 / 54          |
| Svédország         | Svédország Szociáldemokrata Munkáspártja                      | PES          | 5 / 20           |
| Szlovákia          | Irány – Szociáldemokrácia                                     | PES          | 4 / 13           |
| Szlovénia          | Szociáldemokraták                                             | PES          | 1 / 8            |
| Európai Unió       | Összesen                                                      | Összesen     | 185 / 751        |

### 7. Európai Parlament (2009–2014)
| Ország             | Párt                                                          | Európai Párt | Képviselők száma |
| ------------------ | ------------------------------------------------------------- | ------------ | ---------------- |
| Ausztria           | Ausztria Szociáldemokrata Pártja                              | PES          | 4 / 17           |
| Belgium            | Szocialista Párt                                              | PES          | 3 / 22           |
| Belgium            | Tovább (Vooruit)                                              | PES          | 2 / 22           |
| Bulgária           | Bolgár Szocialista Párt – Koalíció Bulgáriáért                | PES          | 4 / 18           |
| Ciprus             | EDEK Szocialista Párt                                         | PES          | 1 / 6            |
| Csehország         | Cseh Szociáldemokrata Párt                                    | PES          | 7 / 22           |
| Dánia              | Szociáldemokraták                                             | PES          | 4 / 13           |
| Egyesült Királyság | Brit Munkáspárt                                               | PES          | 13 / 72          |
| Észtország         | Szociáldemokrata Párt                                         | PES          | 1 / 6            |
| Finnország         | Finn Szociáldemokrata Párt                                    | PES          | 2 / 13           |
| Franciaország      | Szocialista Párt                                              | PES          | 14 / 72          |
| Görögország        | Mozgalom a Változásért                                        | PES          | 8 / 22           |
| Hollandia          | Munkáspárt                                                    | PES          | 3 / 25           |
| Írország           | Munkáspárt                                                    | PES          | 3 / 12           |
| Lengyelország      | Demokratikus Baloldali Szövetség – Munkás Szövetség           | PES          | 7 / 50           |
| Lettország         | Nemzeti Harmónia Párt                                         | Nincs        | 1 / 8            |
| Litvánia           | Litván Szociáldemokrata Párt                                  | PES          | 3 / 12           |
| Luxemburg          | Luxemburgi Szocialista Munkáspárt                             | PES          | 1 / 6            |
| Magyarország       | Magyar Szocialista Párt                                       | PES          | 4 / 22           |
| Málta              | Munkáspárt                                                    | PES          | 3 / 5            |
| Németország        | Németország Szociáldemokrata Pártja                           | PES          | 23 / 99          |
| Olaszország        | Demokrata Párt                                                | PES          | 21 / 72          |
| Portugália         | Szocialista Párt                                              | PES          | 7 / 22           |
| Románia            | Szociáldemokrata Párt + Konzervatív Párt                      | PES          | 11 / 33          |
| Spanyolország      | Spanyol Szocialista Munkáspárt + Katalónia Szocialista Pártja | PES          | 21 / 50          |
| Svédország         | Svédország Szociáldemokrata Munkáspártja                      | PES          | 5 / 18           |
| Szlovákia          | Irány – Szociáldemokrácia                                     | PES          | 5 / 13           |
| Szlovénia          | Szociáldemokraták                                             | PES          | 2 / 7            |
| Európai Unió       | Összesen                                                      | Összesen     | 184 / 736        |

### 6. Európai Parlament (2004–2009)
| Ország             | Párt                                     | Európai Párt | Képviselők száma |
| ------------------ | ---------------------------------------- | ------------ | ---------------- |
| Ausztria           | Ausztria Szociáldemokrata Pártja         | PES          | 7 / 18           |
| Belgium            | Szocialista Párt                         | PES          | 4 / 24           |
| Belgium            | Tovább (Vooruit)                         | PES          | 3 / 24           |
| Csehország         | Cseh Szociáldemokrata Párt               | PES          | 2 / 24           |
| Dánia              | Szociáldemokraták                        | PES          | 5 / 14           |
| Egyesült Királyság | Brit Munkáspárt                          | PES          | 19 / 78          |
| Észtország         | Szociáldemokrata Párt                    | PES          | 3 / 6            |
| Finnország         | Finn Szociáldemokrata Párt               | PES          | 3 / 14           |
| Franciaország      | Szocialista Párt                         | PES          | 31 / 78          |
| Görögország        | Mozgalom a Változásért                   | PES          | 8 / 24           |
| Hollandia          | Munkáspárt                               | PES          | 7 / 27           |
| Írország           | Munkáspárt                               | PES          | 1 / 13           |
| Lengyelország      | Demokratikus Baloldali Szövetség         | PES          | 5 / 54           |
| Lengyelország      | Lengyelország Szociáldemokrata Pártja    | PES          | 3 / 54           |
| Litvánia           | Litván Szociáldemokrata Párt             | PES          | 2 / 13           |
| Luxemburg          | Luxemburgi Szocialista Munkáspárt        | PES          | 1 / 6            |
| Magyarország       | Magyar Szocialista Párt                  | PES          | 9 / 24           |
| Málta              | Munkáspárt                               | PES          | 3 / 5            |
| Németország        | Németország Szociáldemokrata Pártja      | PES          | 23 / 99          |
| Olaszország        | Baloldali Demokraták                     | PES          | 12 / 78          |
| Olaszország        | Olasz Demokratikus Szocialisták          | PES          | 12 / 78          |
| Olaszország        | Függetlenek                              | Független    | 2 / 78           |
| Portugália         | Szocialista Párt                         | PES          | 12 / 24          |
| Spanyolország      | Spanyol Szocialista Munkáspárt           | PES          | 24 / 54          |
| Svédország         | Svédország Szociáldemokrata Munkáspártja | PES          | 5 / 19           |
| Szlovákia          | Irány – Szociáldemokrácia                | PES          | 3 / 14           |
| Szlovénia          | Szociáldemokraták                        | PES          | 1 / 7            |
| Európai Unió       | Összesen                                 | Összesen     | 200 / 732        |

### 5. Európai Parlament (1999–2004)
| Ország             | Párt                                     | Európai Párt | Képviselők száma |
| ------------------ | ---------------------------------------- | ------------ | ---------------- |
| Ausztria           | Ausztria Szociáldemokrata Pártja         | PES          | 7 / 21           |
| Belgium            | Szocialista Párt                         | PES          | 3 / 25           |
| Belgium            | Flamand Szocialista Párt (Vooruit)       | PES          | 2 / 25           |
| Dánia              | Szociáldemokraták                        | PES          | 3 / 16           |
| Egyesült Királyság | Brit Munkáspárt                          | PES          | 29 / 87          |
| Egyesült Királyság | Szociáldemokrata és Munkáspárt           | PES          | 1 / 87           |
| Finnország         | Finn Szociáldemokrata Párt               | PES          | 3 / 15           |
| Franciaország      | Szocialista Párt                         | PES          | 22 / 87          |
| Görögország        | Mozgalom a Változásért                   | PES          | 9 / 25           |
| Hollandia          | Munkáspárt                               | PES          | 6 / 31           |
| Írország           | Munkáspárt                               | PES          | 1 / 15           |
| Luxemburg          | Luxemburgi Szocialista Munkáspárt        | PES          | 2 / 6            |
| Németország        | Németország Szociáldemokrata Pártja      | PES          | 33 / 99          |
| Olaszország        | Baloldali Demokraták                     | PES          | 15 / 87          |
| Olaszország        | Olasz Demokratikus Szocialisták          | PES          | 2 / 87           |
| Portugália         | Szocialista Párt                         | PES          | 12 / 25          |
| Spanyolország      | Spanyol Szocialista Munkáspárt           | PES          | 24 / 63          |
| Svédország         | Svédország Szociáldemokrata Munkáspártja | PES          | 6 / 22           |
| Európai Unió       | Összesen                                 | Összesen     | 180 / 626        |

### 4. Európai Parlament (1994–1999)
| Ország             | Párt                                | Európai Párt | Képviselők száma |
| ------------------ | ----------------------------------- | ------------ | ---------------- |
| Belgium            | Szocialista Párt                    | PES          | 3 / 25           |
| Belgium            | Flamand Szocialista Párt (Vooruit)  | PES          | 3 / 25           |
| Dánia              | Szociáldemokraták                   | PES          | 3 / 16           |
| Egyesült Királyság | Brit Munkáspárt                     | PES          | 62 / 87          |
| Egyesült Királyság | Szociáldemokrata és Munkáspárt      | PES          | 1 / 87           |
| Franciaország      | Szocialista Párt                    | PES          | 15 / 87          |
| Görögország        | Mozgalom a Változásért              | PES          | 10 / 25          |
| Hollandia          | Munkáspárt                          | PES          | 8 / 31           |
| Írország           | Munkáspárt                          | PES          | 1 / 15           |
| Luxemburg          | Luxemburgi Szocialista Munkáspárt   | PES          | 2 / 6            |
| Németország        | Németország Szociáldemokrata Pártja | PES          | 40 / 99          |
| Olaszország        | Baloldali Demokraták                | PES          | 16 / 87          |
| Olaszország        | Olasz Szocialista Párt              | PES          | 2 / 87           |
| Portugália         | Szocialista Párt                    | PES          | 10 / 25          |
| Spanyolország      | Spanyol Szocialista Munkáspárt      | PES          | 22 / 64          |
| Európai Unió       | Összesen                            | Összesen     | 198 / 567        |

### 3. Európai Parlament (1989–1994)
| Ország             | Párt                                | Képviselők száma |
| ------------------ | ----------------------------------- | ---------------- |
| Belgium            | Szocialista Párt                    | 5 / 24           |
| Belgium            | Flamand Szocialista Párt (Vooruit)  | 3 / 24           |
| Dánia              | Szociáldemokraták                   | 4 / 16           |
| Egyesült Királyság | Brit Munkáspárt                     | 45 / 81          |
| Egyesült Királyság | Szociáldemokrata és Munkáspárt      | 1 / 81           |
| Franciaország      | Szocialista Párt                    | 22 / 81          |
| Görögország        | Mozgalom a Változásért              | 9 / 24           |
| Hollandia          | Munkáspárt                          | 8 / 25           |
| Írország           | Munkáspárt                          | 1 / 15           |
| Luxemburg          | Luxemburgi Szocialista Munkáspárt   | 2 / 6            |
| NSZK               | Németország Szociáldemokrata Pártja | 31 / 81          |
| Olaszország        | Olasz Szocialista Párt              | 12 / 81          |
| Olaszország        | Olasz Demokratikus Szocialista Párt | 2 / 81           |
| Portugália         | Szocialista Párt                    | 8 / 24           |
| Spanyolország      | Spanyol Szocialista Munkáspárt      | 27 / 60          |
| Európai Unió       | Összesen                            | 180 / 518        |

### 2. Európai Parlament (1984–1989)
| Ország             | Párt                                | Képviselők száma |
| ------------------ | ----------------------------------- | ---------------- |
| Belgium            | Szocialista Párt                    | 4 / 24           |
| Belgium            | Flamand Szocialista Párt (Vooruit)  | 3 / 24           |
| Dánia              | Szociáldemokraták                   | 3 / 16           |
| Dánia              | Siumut                              | 1 / 16           |
| Egyesült Királyság | Brit Munkáspárt                     | 32 / 81          |
| Egyesült Királyság | Szociáldemokrata és Munkáspárt      | 1 / 81           |
| Franciaország      | Szocialista Párt                    | 20 / 81          |
| Görögország        | Mozgalom a Változásért              | 10 / 24          |
| Hollandia          | Munkáspárt                          | 9 / 25           |
| Luxemburg          | Luxemburgi Szocialista Munkáspárt   | 2 / 6            |
| NSZK               | Németország Szociáldemokrata Pártja | 33 / 81          |
| Olaszország        | Olasz Szocialista Párt              | 9 / 81           |
| Olaszország        | Olasz Demokratikus Szocialista Párt | 3 / 81           |
| Európai Unió       | Összesen                            | 130 / 434        |

### 1. Európai Parlament (1979–1984)
| Ország             | Párt                                      | Képviselők száma |
| ------------------ | ----------------------------------------- | ---------------- |
| Belgium            | Szocialista Párt                          | 4 / 24           |
| Belgium            | Flamand Szocialista Párt (Vooruit)        | 3 / 24           |
| Dánia              | Szociáldemokraták                         | 3 / 16           |
| Dánia              | Siumut                                    | 1 / 16           |
| Egyesült Királyság | Brit Munkáspárt                           | 17 / 81          |
| Egyesült Királyság | Szociáldemokrata és Munkáspárt            | 1 / 81           |
| Franciaország      | Szocialista Párt+Baloldali Radikális Párt | 22 / 81          |
| Hollandia          | Munkáspárt                                | 9 / 25           |
| Luxemburg          | Luxemburgi Szocialista Munkáspárt         | 1 / 6            |
| NSZK               | Németország Szociáldemokrata Pártja       | 35 / 81          |
| Olaszország        | Olasz Szocialista Párt                    | 9 / 81           |
| Olaszország        | Olasz Demokratikus Szocialista Párt       | 4 / 81           |
| Európai Unió       | Összesen                                  | 113 / 410        |